# Orgue de la Parròquia de Sant Bartomeu d'Alaró

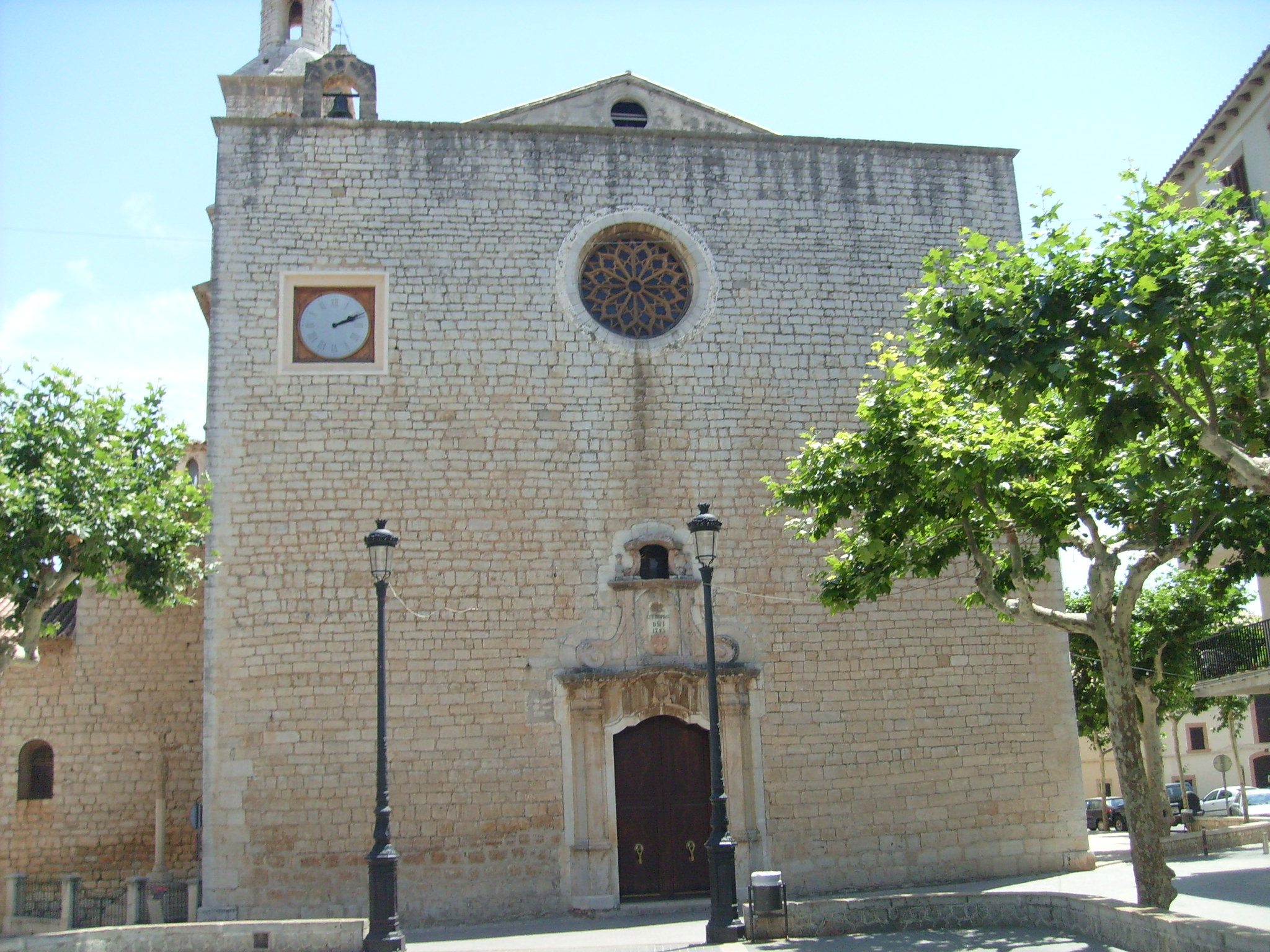
Església parroquial de Sant Bartomeu d'Alaró.

L'orgue de la Parròquia de Sant Bartomeu (que no ha de confondre's amb l'orgue amb el mateix nom, la Parròquia de Sant Bartomeu de la localitat de Sóller) se situa a l'Església parroquial de Sant Bartomeu, concretament, al municipi d'Alaró, a l'illa de Mallorca.

## Història[1][2][3][4][5][6][7][8]

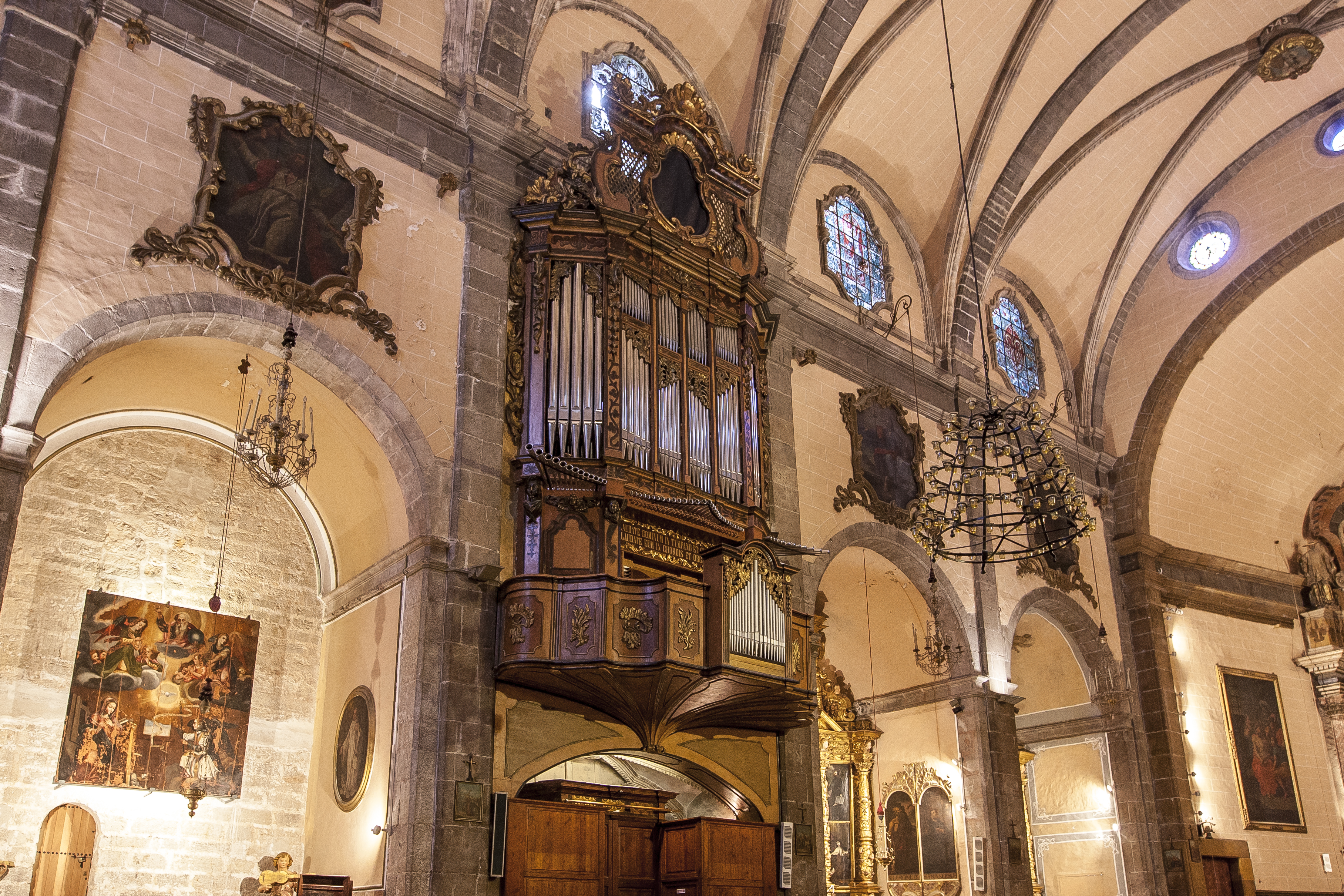
Vista de l'Orgue de Sant Bartomeu (1)

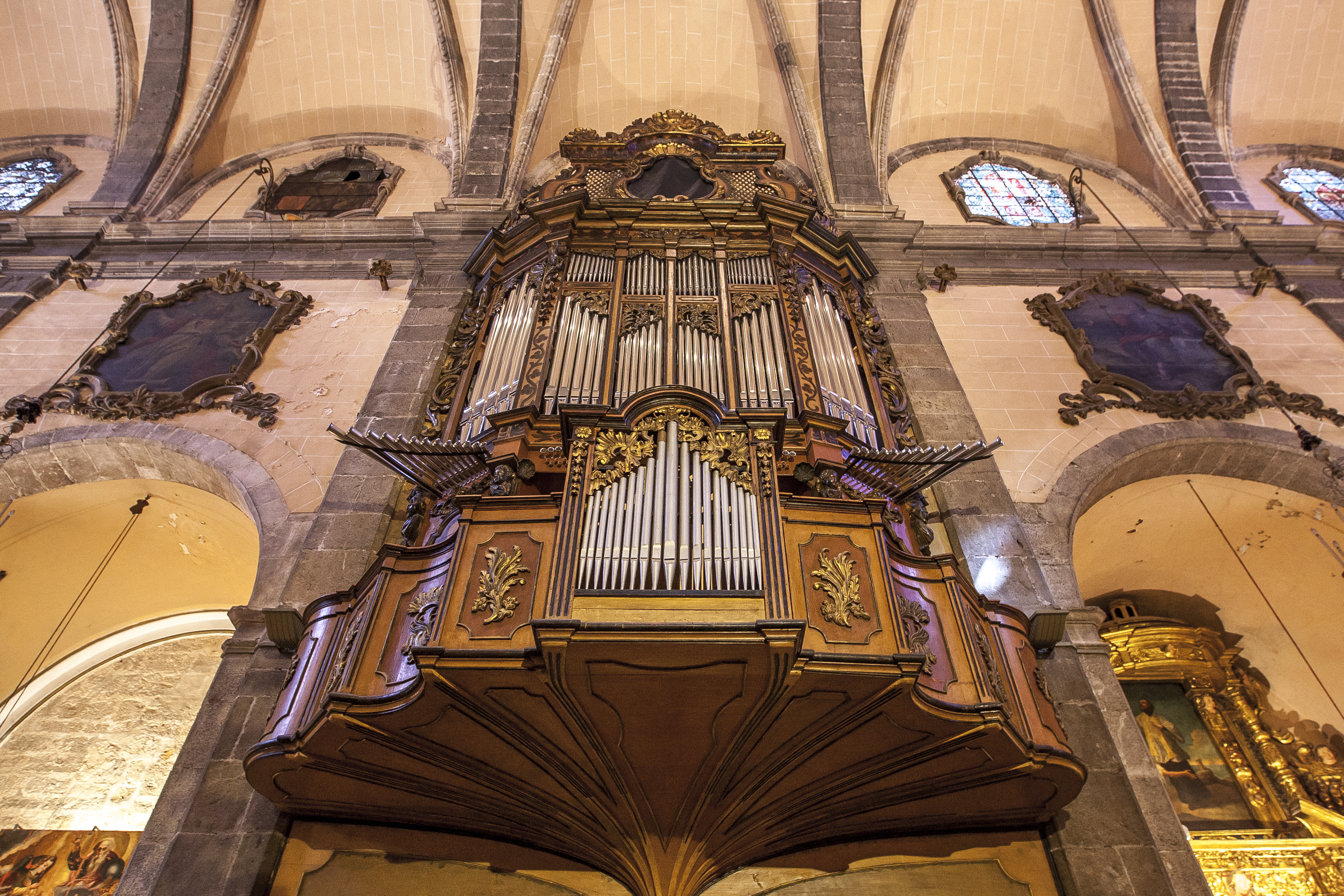
Vista de l'Orgue de Sant Bartomeu (2)

La construcció de la Parròquia de Sant Bartomeu d'Alaró va tenir el seu inici l'any 1626, encara que no va ser finalitzada fins un segle més tard, l'any 1785. Es tracta d'un edifici que consta d'una sola nau. Destaca el fet que des de la plaça principal de la localitat, es pot observar la façana principal del temple, plana i poc ornamentada, seguint els patrons més comuns de l'època segons l'arquitectura religiosa mallorquina del segle xvii.
Al seu interior, la parròquia fa ús de capelles laterals entre els contraforts i coberta amb una volta de creueria. Destaquen alguns retaules com el de les Ànimes del Purgatori (situat a la tercera capella a la dreta, entrant per la porta principal), i el retaule de l'altar major.
L'orgue de la Parròquia de Sant Bartomeu destaca per la seva època de realització: a mitjan segle xviii, per l'orguener Pere Joan Bosch.

### L'Orgue durant el segle XVII[1]
No hi ha notícia exacta de quan es va construir el primer orgue de la Parròquia de Sant Bartomeu d'Alaró, però el 25 de gener de l'any 1614 es va fundar el benefici de l'orgue, essent el senyor prevere Miquel Rosselli el primer organista beneficiat.
L'any 1622 es va acordar la subvenció per la compra d'un orgue amb un preu de 375 lliures, a mode d'encàrrec per part de la Universitat de la vila d'Alaró. L'any 1634 es va programar una visita pastoral on apareix el nom del mateix orgue, per part del Dr. Sebastià Zenarro, qui fou visitador del bisbe Santander, i després de la seva visita va confirmar el bon estat en què es trobava l'orgue, creant així una petició per només pintar les seves portes.

### L'Orgue durant el segle XVIII[1]
L'any 1708 es debat la elecció d'un candidat a organista d'Alaró, essent elegit Antoni Rotger, després de la mort de l'organista prevere Bartomeu Garau.
L'any 1758, Josep Bosch construí un orgue nou segons es llegia en una nota a l'interior de la caixa, però d'aquest orgue només s'ha conservat el moble. El principal organista del nou orgue fou Joan Baptista Guardiola i Mateu, qui va ser ordenat de subdiaca l'any 1758, i moriria l'any 1801.

### L'Orgue durant elseglexix[1]
L'any 1799 Josep Campins i Pons sol·licità el subdiaconat, fent constar que ell va ser organista d'Alaró i, possiblement, suplent de l'organista beneficiat. Per dificultats burocràtiques, Campins i Pons no va accedir al benefici fins a l'any 1815. Va destacar la seva figura com a organista fins a la seva mort, l'any 1840. De forma pòstuma, Josep Campins i Pons va ser nomenat organista. 15 anys més tard, l'any 1855, es continua una recerca per trobar un nou organista, trobant la figura de Juan Sampol Canyellas com aspirant a organista d'Alaró, qui va estudiar amb Juan Vives, prevere i beneficiat a Santa Eulàlia.

### L'Orgue durant el segle XX[1]
Més d'un segle més tard, l'any 1951, es presenta un projecte de construcció i reforma de l'orgue, que havia quedat antiquat respecte a l'època en què es trobava. Aquest projecte va ser encarregat pel rector Gabriel Server, qui ho presenta al bisbat, descrivint l'orgue antic i el seu estat en que es trobava:
"Consta de dos teclados manuales de do a do, de 45 notas, pues faltan desde su construcción los 4 primeros sostenidos, y de 7 botones, de Do a Si y que siguen la misma escala y actúan los tubos de un juego abierto de 16 pies y lñas trompas de una bombarda… 1º teclado: Dos juegos de 8 p. Las flautas mayores adornan la fachada. -Dos juegos de 4 p. -Dos docenas. En realidad cantan de 12as. y 15as. -Dos quincenas. Realidad son mixturas Do-Mi. -Una mixtura de flautas cónicas que en otros órganos recibe el nombre de Tolosana. -Una Corneta. -Un juego de lengüeta de 8 p. -Juegos del 1er teclado que solo abarcan las dos 8as. superiores: de zinc. 2º teclado o cadereta: Consta de 8 juegos, ninguno de ellos de lengüeta. Aproximadamente las mismas características que las ordinarias."
El rector Gabriel Server va fer constar que l'orgue feia quasi 30 anys que no havia estat tocat:
“Por otra parte, la restauración de 1912, fecha que figura en la cadereta, parece que sólo afectó a la fachada y a la distribución de los tiradores de registro. Todo el órgano será instalado en sistema mecánico, que es el de más fácil reparación y mayor duración. Se aprovechará el secreto del actual 1er. teclado para las 4 primeras octavas, excepto las notas Do, Re, Fa Sol sostenidos de la 8ª baja. Para estas y las de la quinta octava se utilizará parte del secreto de la actual cadereta. Para ello espero que la parroquia quede en libertad de comprar y vender cuantas flautas, maderas, hierros, ect. ect. crea conveniente…”
Però realment la restauració pròpia de l'any 1912 va fer més que retocar la façana, segons la cita de Server. Foren substituïts els tres jocs de ple (Dinovena, Vintidosena i Cimbalet, habituals als orgues de Pere Josep Bosch) per tres jocs romàntics: Veu Humana, Flauta i Trompeta real, que per manca d'espai es posaren només de mà dreta. D'aquesta manera, es donava permís per fer els canvis corresponents i qualsevol altre que fos necessari per tal de millorar el funcionament i l'estat de l'orgue. L'any 1952 es va aprovar el pla de reforma del rector Gabriel Server, a mans de la Comissió Diocessana de Música.
Malauradament, la idea de aquest pla de reforma de l'orgue es tractava d'un canvi total de l'orgue que va ser creat l'any 1758 a mans de Pere Josep Bosch. Amb l'objectiu d'ampliar el teclat fins a 61 notes, es va suprimir la cadireta, objecte fundamental de l'orgue. D'altra banda, no es va seguir el sistema mecànic estipulat i presentat com el de més fàcil reparació i major duració, sinó que sense autorització, es va aprovar la decisió de utilitzar el sistema pneumàtic, destruint els salmers creats per Bosch.

L'any 1959, el rector Server tornà a demanar permís al bisbat per fer una nova reforma a l'orgue:
“Se intentó en el año 1952 su restauración que sólo se efectuó en parte.” 
A més, al pla de reforma presentat per Organeria Clássica d'Alaró, signat pel director Josep Fullana, apareixen el nom de diferents materials de primera calitat, com zinc, plom i fibra. D'aquesta manera, es va construir un orgue pseudo-romàntic expressiu amb gran quantitat de tubs de cartró. El pla de reforma tenia un pressupost massa exorbitat (d'unes 75.000 pessetes) que, malgrat la primera negació per aprovar-lo, l'any 1959 va rebre el vistiplau de la Comissió Diocesana de Música.

Josep Fullana va aportar una descripció completa de l'orgue reformat: 
"Instrument de transmissió pneumàtica amb consola col·locada dins el moble de la cadireta, de cara a la nau. Un teclat de 61 notes i 12 tecles de Pedal. Disposició: “Bordón 16', Flautado 8', Violín 8', Gamba 8', Octava 4', Docena 2 2/3 ‘, Quincena 2', Lleno II 1 1/3 ‘, Trompeta real 8'/ T. Magna 16', Clarín 4' / Trompeta 8'. Acoplamiento Pedal, Pedal 16', Trémolo. Combinacions: Esquerra, Dreta, Piano, Forte, Tutti, Crescendo, Octavas agudas, Octavas graves. Pedals de Crescendo i Expressió”. 
Cal destacar el fet que els jocs de Flautat, Salicional i els baixos de la Trompeta eren fabricats a partir del material de zinc, mentre que els jocs més petits utilitzaren canons de cartró i fibra.

### L'Orgue al segle XXI[1]
Després d'haver estat inutilitzat durant més de 40 anys a partir de l'any 2002, gràcies a la iniciativa de l'Orfeó d'Alaró, el mestre Gerhard Grenzing va construir un orgue nou respectant la façana barroca original, un nou instrument que fou inaugurat per l'organista Miquel Bennassar. Des de 2006, poc després de la restauració de l'instrument, se celebren Els Matins de l'Orgue d'Alaró, cicle setmanal de concerts que té l'orgue com a protagonista.

## Situació i estat actual[9][10][11]
L'orgue està situat sobre el portal lateral a l'esquerra de la nau i es troba en excel·lents condicions, encara que l'any 2021, l'escut de marbre blanc de Carrarà d'Antonio Soldati va caure del portal major de l'església de la Parròquia de Sant Bartomeu, degut a la oxidació del ferro que subjectava la part de darrere amb la façana.
En l'actualitat, es celebra cada dissabte de cada setmana a les 11:30. Els matins de l'orgue a Alaró, organitzat per Amics de l'orgue. A més, la Parròquia de Sant Bartomeu d'Alaró és considerat com un recinte cultural on es poden reproduir concerts i altres events, com va ser el cas de l'espectacle Opera Lírica Alaró, un event organitzat per l'associació Mallorca Opera In Love.

## Descripció de la consola[1]
Disposa de tres teclats de 56 notes (C-g) i Pedaler de 30 (C-f'). La disposició general és:
CADIRETA
- Bordó 8'
- Flautat 4'
- Flauta cònica 4'
- Quinzena 2'
- Sesquiàltera II
- Simbalet IV-VI
- Dulzian 8'

ORGUE MAJOR
- Flautat 8'
- Flauta xemeneia 8'
- Octava 4'
- Flauta dolça 4'
- Nasard 12ª 2 2/3 ‘
- Flabiol 2'
- Ple 1 1/3 ‘ IV-V
- Trompeta real 8'
- Baixons-Clarins 4'-8'

ORGUE DE DALT
- Flauta xemeneia 8'
- Octava 4'
- Flauta dolça 4'
- Nasard 12ª 2 2/3 ‘
- Flabiol 2'
- Simbalet 1' III
- Nasard 17ª 1 3/5 ‘
- Trompeta real 8'
- Baixons-Clarins 4'-8'
- Regalies 8'

PEDAL
- Subbaix 16'
- Flautat 8'
- Octava 4'
- Corn 2'
- Trombó 16'
- Trompeta 8'

REGISTRES D'ORNAMENT
- Trèmol als 3 teclats
- Aucellets
- Cascavells

ACOBLAMENTS
- II-I I-P
- II-III TiplesII-P
- II-III Baixos III-P

*Els registres de l'Orgue de dalt són els mateixos de l'Orgue Major excepte Simbalet i Regalies.

## Secrets[1]
1. Cadireta

No té els jocs instal·lats. La façana conserva els tubs antics.
2. Orgue Major
El secret gran és comú per L'Orgue Major i el teclat de dalt.
El joc de Baixons 4' -Clarins 8' té la corredora a la testa.
A sobre el secret el primer joc començant per la façana és el Flautat 8' que té els primers 16 canons (C-dsº) postats a la cara.
El segon joc és la Flauta xemeneia 8' amb els 12 baixos (C-H) de fusta i la resta de metall.
El tercer joc és l'Octava 4' amb els 16 primers tubs (C-dsª) postats a la façana.
El quart joc és la Flauta dolça 4' amb xemeneia.
El cinquè joc és el Nasard 12ª 2 2/3 ‘ amb els baixos tapats.
El sisè joc és el Flabiol 2' amb els tubs cònics.
El setè joc és el Nasard 17ª 1 3/5 ‘.
El vuitè joc és el Ple que comença en 1 1/3 ‘ amb les seves reiteracions. Te IV rengles a la mà esquerra i V a la dreta.
El novè joc és el Simbalet que entra en 1' i és de III rengles.
El desè joc és la Trompeta real 8'.
3. Pedal 
Començant per davant el primer joc és la Trompeta 8'.
El segon joc correspon al Trombó 16'.
El tercer joc és el Corn 2' que encara li manques els tubs.
El quart joc pertany a l'Octava 4'
El cinque joc és el Flautat 8' que té les quatre primeres notes (C-Ds) a la façana.
El darrer joc és el Subbaix 16'.

## Dades tècniques[1]
1. La mecànica de notes és de mecànica penjada.
2. La registració també és mecànica i els tiradors funcionen per desplaçament lateral amb tres disposicions corresponents a: Orgue Major, llevat i teclat de dalt.
3. El diapassó és La = 440 a 20º i la pressió de l'aire és: Manuals 70 mm. i Pedal 80mm.
4. Els canons dels jocs de principal són d'estany al 86% i els de les flautes al 26%.
5. Els teclats estan guarnits d'os les tecles blanques i de banús les negres, seguint el model de Gottfrieg Silbermann de la Hofkirche de Dresden. El pedaler segueix el mateix model i les notes blanques són de roure i les negres de roure amb xapes d'alzina.

## Orgueners i Organistes dels orgues de la Parròquia de Sant Bartomeu[12]
ORGUENERS: Pere Josep Bosch (1758), Gabriel Server (1951, 1952 i 1959, encara que no va ser un orguener, va ordenar la construcció i reforma de l'orgue de l'església), Gerhard Grenzing (a partir de 2002, l'òrgan definitiu).
ORGANISTES: Miquel Rosselli (aprox. 1614), Antoni Rotger (1708), Joan Baptista Guardiola i Mateu (1758), Josep Campins i Pons (1815), Juan Sampol Canyellas (1855), Miquel Bennasar (organista de l'actualitat, a partir de 2002).